# 헬싱키 항만철도

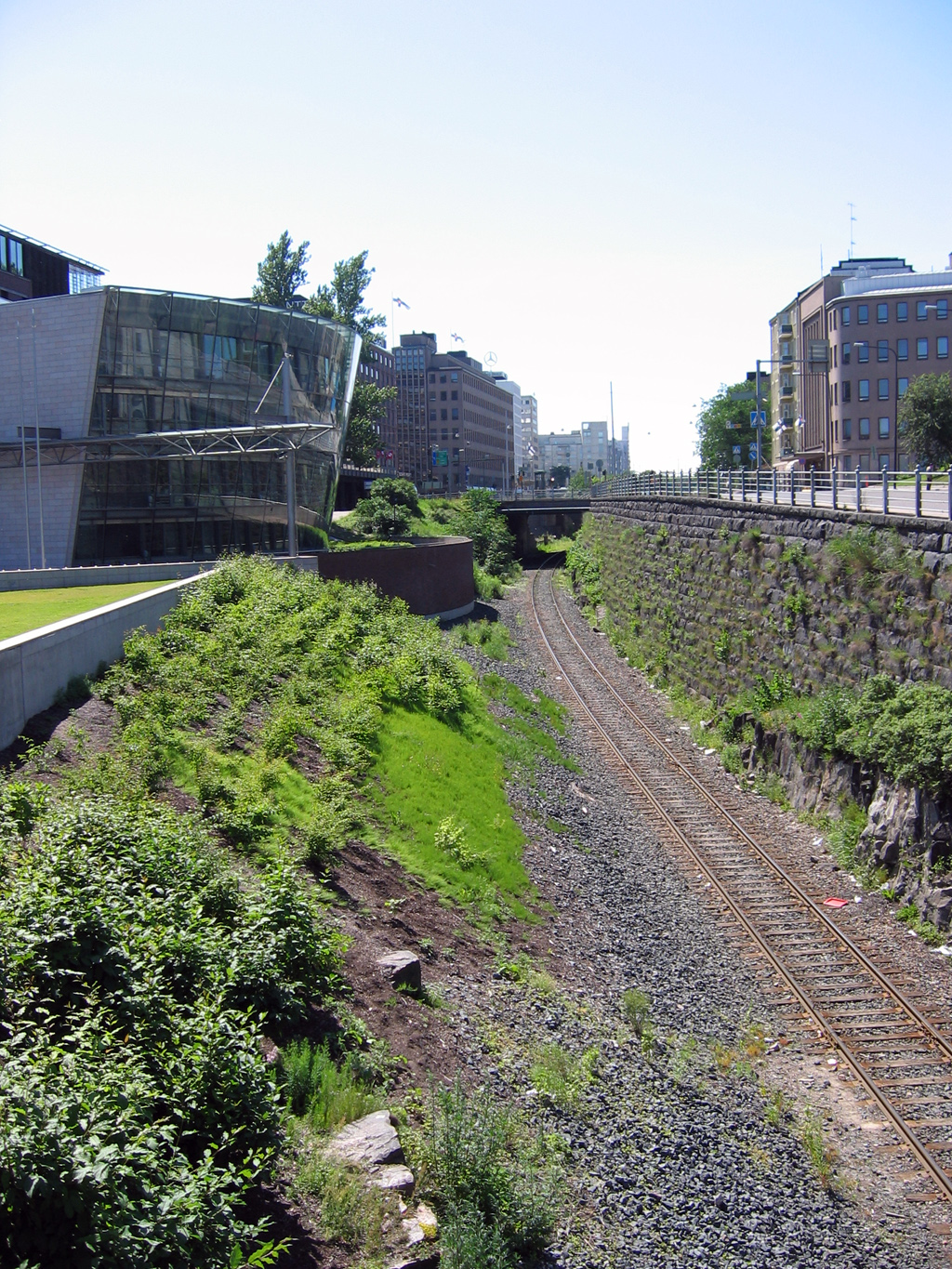

헬싱키 항만철도(핀란드어: Helsingin satamarata)는 핀란드 헬싱키에 있었던 지선철도다. 1890년대에 부설되어 2009년에 철거되었다. 원래 헬싱키 중앙역을 기착역으로 하여 도시의 남쪽 해안을 돌아 카타야노카에 닿는 길이 7 킬로미터의 철도였다.